# Igualada Som-hi
Igualada Som-hi és una coalició electoral d'àmbit municipal formada per PSC, Comuns i Igualada Oberta. La candidatura, impulsada pel periodista Jordi Cuadras i Oliva l'11 de desembre de l'any 2018 a Igualada en la conferència "D'ara endavant", agafa com a referent l'Entesa per Igualada, una coalició formada pel PSC i ICV que va governar la ciutat tres legislatures consecutives entre els anys 1999 i el 2011. Igualada Som-hi està format pel Partit dels Socialistes de Catalunya a Igualada, el Comú d'Igualada i el grup ciutadà Igualada Oberta i va concórrer en una cita electoral, per primera vegada, a les eleccions municipals del 26 de maig del 2019.
La coalició d'esquerres i progressista presenta la seva proposta programàtica sota l'eslògan "Fem una Igualada millor" amb especial atenció en l'àmbit social, la lluita contra l'emergència climàtica, el feminisme i els drets LGTBI. Una de les apostes destacades del programa de la formació va ser el pla "Barris de primera" per dotar tots els barris de la ciutat de comerç, cultura, eixos de vianants i espais d'esbarjo i activitat física.
Igualada Som-hi va obtenir 3.677 vots a les eleccions municipals de 2019, un 19,77% del total, guanyant als col·legis electorals de Fàtima i Montserrat i esdevenint segona força a Les Comes Oest i Les Flors. Els regidors que van entrar a formar part del consistori són Jordi Cuadras, Montse Montaña, Quim Roca i Irene Gil. En les eleccions municipals de 2023 va obtenir 3.677 vots, un 21,98% del total, i cinc regidors.